# The Cambric Mask (film fra 1919)
The Cambric Mask er en amerikansk stumfilm fra 1919 af Tom Terriss.

## Medvirkende
- Alice Joyce - Rose Ember
- H.H. Pattee - Robert Ember
- Maurice Costello - John Sark
- Roy Applegate - Henry Murden
- Bernard Siegel - David Creed
- Jules Cowles - Daniel Guernsey
- Martin Faust - Reggie Lanark
- Florence Deshon